# Manettia toroi
Manettia toroi är en måreväxtart som beskrevs av Paul Carpenter Standley. Manettia toroi ingår i släktet Manettia och familjen måreväxter.
Artens utbredningsområde är Colombia. Inga underarter finns listade i Catalogue of Life.